# Polynoe antarctica
Polynoe antarctica är en ringmaskart som beskrevs av Johan Gustaf Hjalmar Kinberg 1858. Polynoe antarctica ingår i släktet Polynoe och familjen Polynoidae. Inga underarter finns listade i Catalogue of Life.